# 城巴15C線
城巴15C線是香港島一條日間巴士路線，來往中環（香港摩天輪）及花園道，為遊客提供服務。

## 簡介及歷史
本線於1997年6月26日由中巴開辦，提供接駁山頂纜車的巴士服務，來往中環（舊天星碼頭）與花園道（山頂纜車總站）之間，並只在晚上提供服務，以單層空調巴士服務。當時，城巴在日間提供免費接駁山頂纜車的開篷巴士服務，因此本線便肩負起在晚間輔助該路線的責任。1998年9月1日中巴專營權結束，本路線由新世界第一巴士接辦。到2000年1月1日，城巴宣布停辦該免費開篷巴士線，本線便改為每天早上至午夜均提供服務。
由於本線主要為天星小輪的乘客（主要是遊客）提供接駁山頂纜車的服務，因此，在2006年11月12日，中環天星碼頭由愛丁堡廣場渡輪碼頭遷往中環7號及8號碼頭的同時，本線的總站亦遷往中環（天星碼頭）巴士總站，並在香港大會堂外加設分站，以服務受影響的乘客。
2013年7月14日起，本路線於星期一至五加開早晨特別班次，由中環（天星碼頭）單向開往堅尼地道（堅麗閣），以取代城巴12號線往半山方向不經堅尼地道（堅麗閣）的行車路線，但該特別班次因客量偏低，已於2015年7月27日停止服務。
2018年6月26日：增設實時抵站時間查詢服務。
2019年4月23日至2019年7月22日，本路線因應山頂纜車維修而暫停服務。
2020年2月13日起，受疫情影響，山頂纜車提早尾班車，本線縮短服務時間。8月10日起更暫停服務。
因應2022年8月27日起山頂纜車重新投入服務，本線當天起重投服務，同時於星期一至六在駛經花園道後，將改經德輔道中、雪廠街及干諾道中。
2023年7月1日，因應新巴城巴合併，本線改由城巴接辦。

## 服務時間及班次
| 中環（香港摩天輪）開 | 中環（香港摩天輪）開 | 中環（香港摩天輪）開 | 花園道開 | 花園道開    | 花園道開     |
| 日期                 | 服務時間             | 班次（分鐘）         | 日期     | 服務時間    | 班次（分鐘） |
| -------------------- | -------------------- | -------------------- | -------- | ----------- | ------------ |
| 每日                 | 10:00-22:00          | 30                   | 每日     | 10:10-22:10 | 30           |

- 當山頂纜車停駛時，本路線將暫停服務。

## 收費
全程：$6.1
| - 本線設有12歲以下小童及65歲或以上長者半價優惠。 - 65歲或以上香港居民使用「樂悠咭」，以及12歲以下合資格殘疾兒童使用「殘疾人士身份」個人八達通繳付車資，均可享有每程$2.0或半價（以較低者為準）的票價優惠；12至64歲合資格殘疾人士使用「殘疾人士身份」個人八達通（包括「樂悠咭」），以及60至64歲香港居民使用「樂悠咭」繳付車資，均可享有每程$2.0或全費（以較低者為準）的票價優惠。 - 65歲或以上長者如使用長者或一般個人八達通繳付車資，則只可享有半價優惠；12至64歲合資格殘疾人士如不使用「殘疾人士身份」個人八達通，以及60至64歲人士如不使用「樂悠咭」繳付車資，必須繳付全費。 - 乘客可以現金或八達通於上車時付款，不設找續。 - 每位成人乘客可免費攜帶最多兩名4歲以下而不佔座位的兒童乘客乘車，超額之4歲以下小童必須繳付小童車費乘車。 - 九龍巴士、城巴及龍運巴士全職員工及家屬（不包括外判職員）可免費乘搭本路線，惟必須拍職員或職員家屬八達通。 - 乘客亦可使用AlipayHK「易乘碼」、支付寶、 WeChatHK／微信支付「搭車碼」、銀聯雲閃付「乘車碼」及BOC Pay「乘車碼」、具有感應式支付功能的VISA、Mastercard及銀聯卡，以及Apple Pay、Google Pay及Samsung Pay流動支付平台繳付車資。使用此支付方式的乘客可享有中途下車之分段收費，以及與其他城巴獨營路線或聯營線城巴班次之轉乘優惠，惟不適用於與非城巴路線之轉乘優惠。使用此支付方式的乘客亦不能享有「公共交通費用補貼計劃」及「長者及合資格殘疾人士公共交通票價優惠計劃」。 |

## 使用車輛

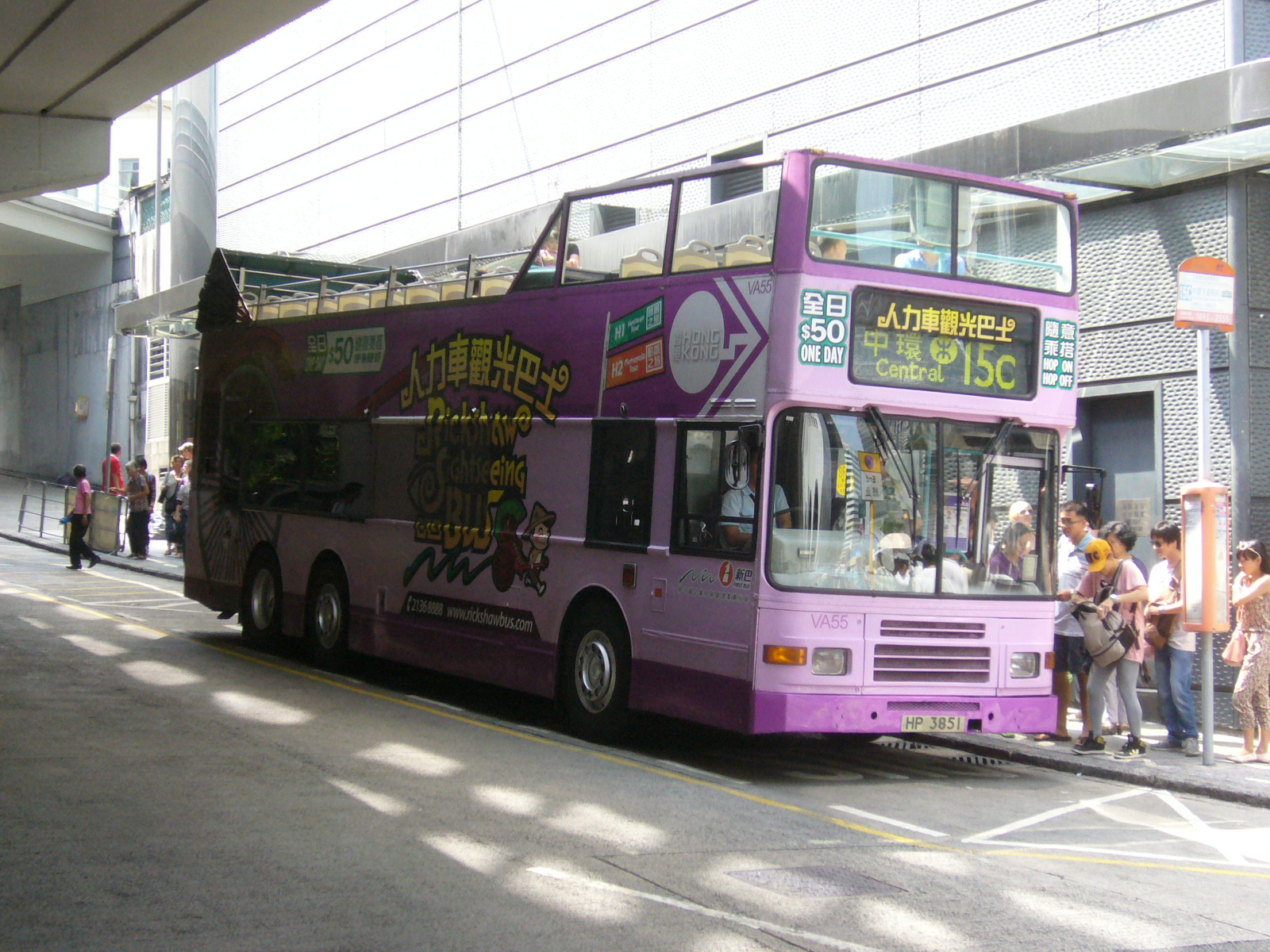
2013年10月1日摄于花园道缆车总站

受花園道纜車站通道的高度限制影響，此路線不可使用開篷巴士以外其他雙層巴士。本線用車主要為Enviro200 MMC 10.7米（2501-2505）及青年JNP6120GR 11.6米（2600-2607）。
由於本線乃觀光巴士路線，為吸引遊客乘搭，新巴特別將一輛車隊編號為DM6的非空調丹尼士禿鷹巴士改裝為開篷巴士，並在車身上髹上與山頂纜車一致的紫紅色及山頂纜車的宣傳廣告，成為自2002年9月9日過海隧道巴士690線改為全空調後，港島唯一一條設有非空調巴士服務的巴士路線。
隨著DM6因車齡問題於2008年1月25日正式退役，故派新改裝的空調開篷丹尼士禿鷹（DA66）取代，並同時加價。但DA66於2014年3月11日起一度停牌，本線暫時改為只由丹尼士飛鏢巴士提供服務，直至同年5月24日復出，但在爆發「佔領中環」運動期間(即2014年9月28日至12月11日期間)暫停服務，該車一直留在柴灣車廠閒置，直至同年12月底，DA66因車齡問題正式退役，並連同早前撞毀的3043(JB3937)一同出售予拆車場。
而同屬開篷巴士的富豪奧林比安（VA51-55），則一般只會行走早上的特別班次，並不會取代DA66的開篷巴士服務。

## 行車路線

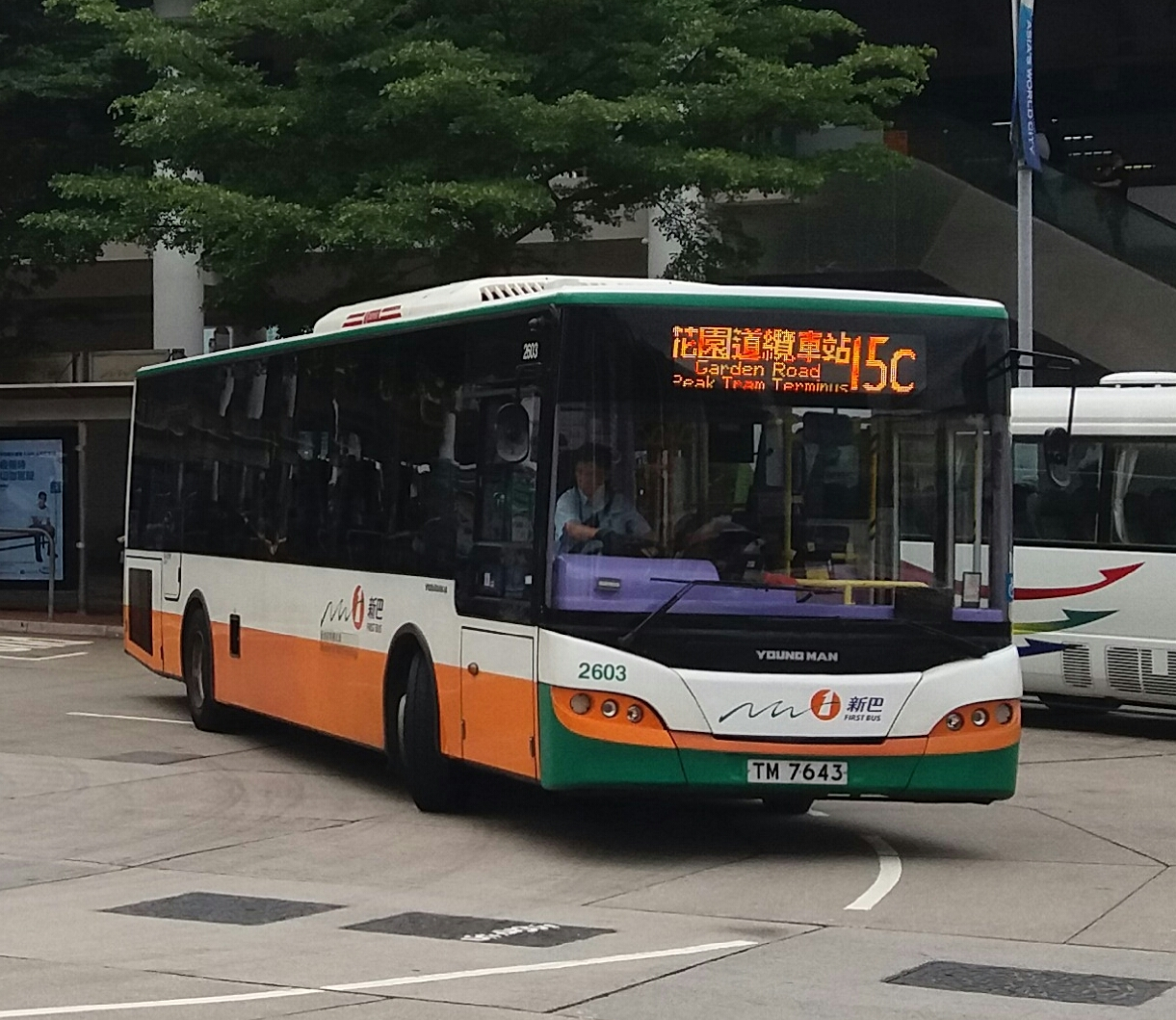
一輛新巴15C巴士於中環天星碼頭總站

中環（香港摩天輪）開經：民光街、民耀街、康樂廣場、干諾道中、紅棉路天橋、紅棉路、支路、花園道及纜車里。
花園道開經：纜車里、花園道、德輔道中、雪廠街、干諾道中、皇后大道中、畢打街、民耀街及民光街。
逢星期日及公眾假期不經斜體字之路段，改經粗體字之路段。

### 沿線車站
| 中環（香港摩天輪）開 | 中環（香港摩天輪）開 | 中環（香港摩天輪）開     | 花園道開 | 花園道開         | 花園道開 |
| 序號                 | 車站名稱             | 位置                     | 序號     | 車站名稱         | 位置     |
| -------------------- | -------------------- | ------------------------ | -------- | ---------------- | -------- |
| 1                    | 中環（香港摩天輪）   | 中環（天星碼頭）巴士總站 | 1        | 花園道           | 纜車里   |
| 2                    | 大會堂               |                          | 2*       | 歷山大廈         | 雪廠街   |
| 3                    | 花園道               | 纜車里                   | ^        | 畢打街           | 畢打街   |
|                      |                      |                          | 3        | 國際金融中心二期 | 民耀街   |
| 4                    | 中環（香港摩天輪）   | 中環（天星碼頭）巴士總站 |          |                  |          |

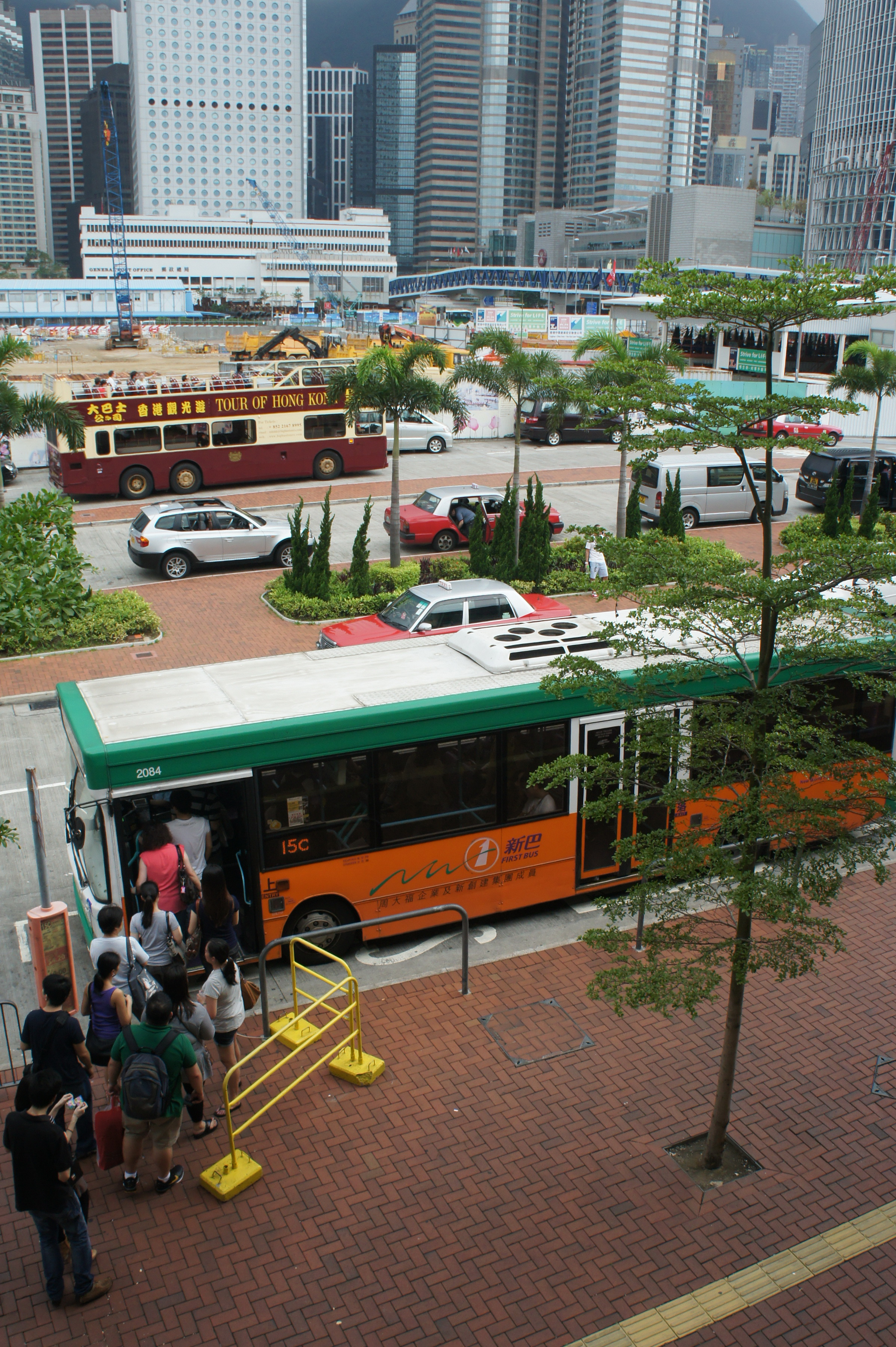
一輛新巴15C線巴士於民光街中環（天星碼頭）巴士總站上客

- 逢星期日及公眾假期不停有*號之車站，改停有^號之車站

## 外部連結
- 681巴士總站 （页面存档备份，存于） - 15C
- 城巴/新巴網頁 （页面存档备份，存于） - 15C